# 리드미

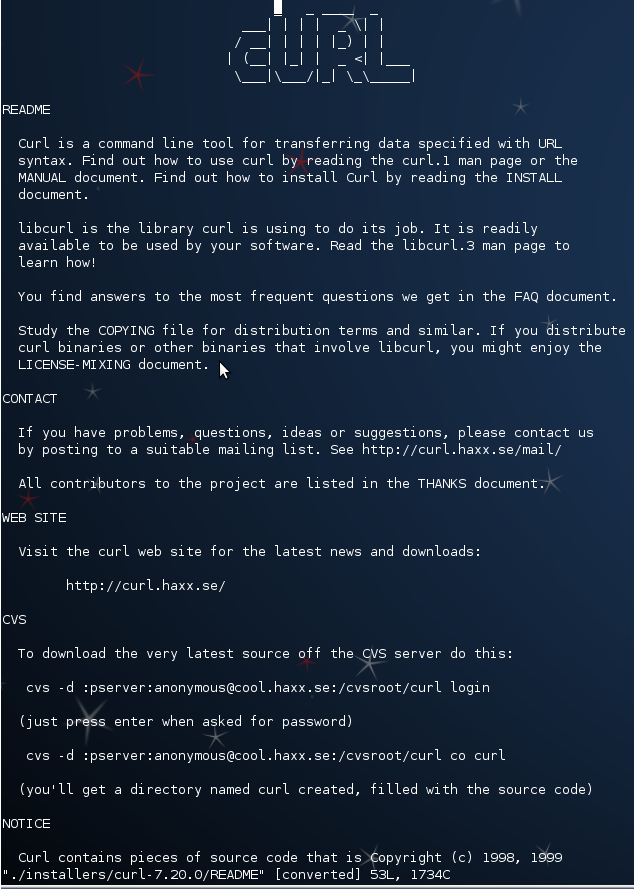
cURL용 README 파일.

리드미(README, readme, read me) 파일은 디렉터리나 압축 파일에 포함된 기타 파일에 대한 정보를 포함하고 있으며, 일반적으로 컴퓨터 소프트웨어와 함께 배포된다. 이러한 파일은 README.TXT, README.md, README.1ST, READ.ME, 또는 간단히 README라는 이름의 문서 파일이며, 일부 마이크로소프트 윈도우의 소프트웨어는 README.WRI, README.RTF, README.DOC를 포함하기도 한다.
대개 다음 중 하나 이상이 포함된다:
- 컴퓨터 구성 안내
- 설치 안내
- 사용법
- 파일 메니페스트 (파일 목록 포함)
- 저작권 및 사용권 정보
- 배포자 및 프로그래머의 연락처 정보
- 알려진 버그[1]
- 장해 추구(트러블슈팅)[1]
- 크레딧
- 체인지로그 (대개 프로그래머용)
- 새 소식 단락 (대개 사용자용)

수많은 자유 소프트웨어 패키지의 소스 코드 배포판은 일반적으로 다음과 같은 표준 집합의 리드미 파일들을 포함한다:
| README            | 일반 정보                                        |
| AUTHORS           | 제작 정보                                        |
| THANKS            | 도와주신 분들에 대한 정보                        |
| ChangeLog         | 프로그래머들이 참고할 수 있는 자세한 체인지로그. |
| NEWS              | 사용자들이 참고할 수 있는 기본적인 체인지로그.   |
| INSTALL           | 설치 안내                                        |
| COPYING / LICENSE | 저작권 및 사용권 정보                            |
| BUGS              | 알려진 버그 및 새로운 버그 보고 방법 안내        |
이 밖에도 추후 가능성 있는 변경 사항을 나열하는 FAQ나 TODO 파일을 포함할 수 있다.

## 기타 이용
- "Read_me"는 소프트웨어 아트 페스티벌의 이름이다(Aarhus 2004, Helsinki 2003, Moscow 2002) created by Alexei Shulgin and Olga Goriunova, among others.[2][3]
- "Readme"는 잡지 슬레이트 내의 마이클 킨슬리의 컬럼 이름이다.[4][5]
- "readme"는 학생들을 통해 생산되는 카네기 멜론 대학교의 주간 풍자 출판물의 이름이다.[6]
- Reamde (sic)는 닐 스티븐슨의 소설 제목이다.

## 추가 문헌
- Johnson, Mark (1997년 2월). “Building a Better ReadMe”. 《Technical Communication》 (Society for Technical Communication) 44 (1): p28–36.
- Livingston, Brian (1998년 9월 14일). “Check your Readme files to avoid common Windows problems”. 《InfoWorld》 20 (37): p34.

## 같이 보기
- Man page